# FIRA Trophy 1981-82
El FIRA Trophy de la temporada  1981-82  fue la 9° edición con esta denominación y la 22° temporada del segundo torneo en importancia de rugby en Europa, luego del Torneo de las Seis Naciones.

## FIRA Trophy
| Lugar | Selección       | Partidos | Partidos | Partidos  | Partidos | Puntos  | Puntos    | Puntos | Tabla de puntos |
| Lugar | Selección       | Jugados  | Ganados  | Empatados | Perdidos | A favor | En contra | dif.   | Tabla de puntos |
| ----- | --------------- | -------- | -------- | --------- | -------- | ------- | --------- | ------ | --------------- |
| 1     | Francia         | 4        | 3        | 1         | 0        | 105     | 53        | +52    | 11              |
| 2     | Italia          | 4        | 2        | 1         | 1        | 75      | 52        | +23    | 9               |
| 3     | Rumania         | 4        | 2        | 0         | 2        | 102     | 59        | +43    | 8               |
| 4     | Unión Soviética | 4        | 0        | 2         | 2        | 32      | 50        | -18    | 6               |
| 5     | RFA             | 4        | 1        | 0         | 3        | 43      | 143       | -100   | 6               |

| Bandera de Francia   |
| Campeón Francia      |
| Décimo octavo título |

## Segunda División
| Lugar | Selección    | Partidos | Partidos | Partidos  | Partidos | Puntos  | Puntos    | Puntos | Tabla de puntos |
| Lugar | Selección    | Jugados  | Ganados  | Empatados | Perdidos | A favor | En contra | dif.   | Tabla de puntos |
| ----- | ------------ | -------- | -------- | --------- | -------- | ------- | --------- | ------ | --------------- |
| 1     | Marruecos    | 5        | 5        | 0         | 0        | 54      | 17        | +37    | 15              |
| 2     | Polonia      | 5        | 4        | 0         | 1        | 108     | 37        | +71    | 13              |
| 3     | España       | 5        | 3        | 0         | 2        | 70      | 66        | +4     | 10              |
| 4     | Países Bajos | 5        | 1        | 0         | 4        | 51      | 76        | -25    | 7               |
| 5     | Portugal     | 5        | 1        | 0         | 4        | 62      | 124       | -62    | 7               |
| 6     | Túnez        | 5        | 1        | 0         | 4        | 32      | 57        | -25    | 7               |

| Bandera de Marruecos |
| Campeón Marruecos    |
| Tercer título        |

## Tercera División
| Lugar | Selección  | Partidos | Partidos | Partidos  | Partidos | Puntos  | Puntos    | Puntos | Tabla de puntos |
| Lugar | Selección  | Jugados  | Ganados  | Empatados | Perdidos | A favor | En contra | dif.   | Tabla de puntos |
| ----- | ---------- | -------- | -------- | --------- | -------- | ------- | --------- | ------ | --------------- |
| 1     | Suecia     | 4        | 4        | 0         | 0        | 77      | 27        | +50    | 12              |
| 2     | Bélgica    | 4        | 3        | 0         | 1        | 44      | 33        | 11     | 10              |
| 3     | Yugoslavia | 4        | 2        | 0         | 2        | 65      | 30        | 35     | 8               |
| 4     | Suiza      | 4        | 1        | 0         | 3        | 43      | 51        | -8     | 6               |
| 5     | Dinamarca  | 4        | 0        | 0         | 4        | 43      | 131       | -88    | 4               |

| Bandera de Suecia |
| Campeón Suecia    |
| Primer título     |